# Adalbert de Beaumont
Adalbert Marc de La Bonninière de Beaumont né à Paris le 18 mai 1809 et mort à Boulogne-Billancourt le 28 avril 1869 est un peintre, dessinateur et céramiste français.

## Biographie

### Famille
Né dans une famille aisée, Adalbert Marc de La Bonninière de Beaumont est le fils de Marc-Antoine de Beaumont (1763-1830) et le neveu  du maréchal Louis Nicolas d’Avout, dit Davout, prince d’Eckmüh.

### Voyages
En 1836, Adalbert de Beaumont voyage jusqu'au Cap Nord.
Entre 1834 et 1854, il se rend fréquemment dans le bassin méditerranéen. En 1843-1844, il séjourne en Égypte.

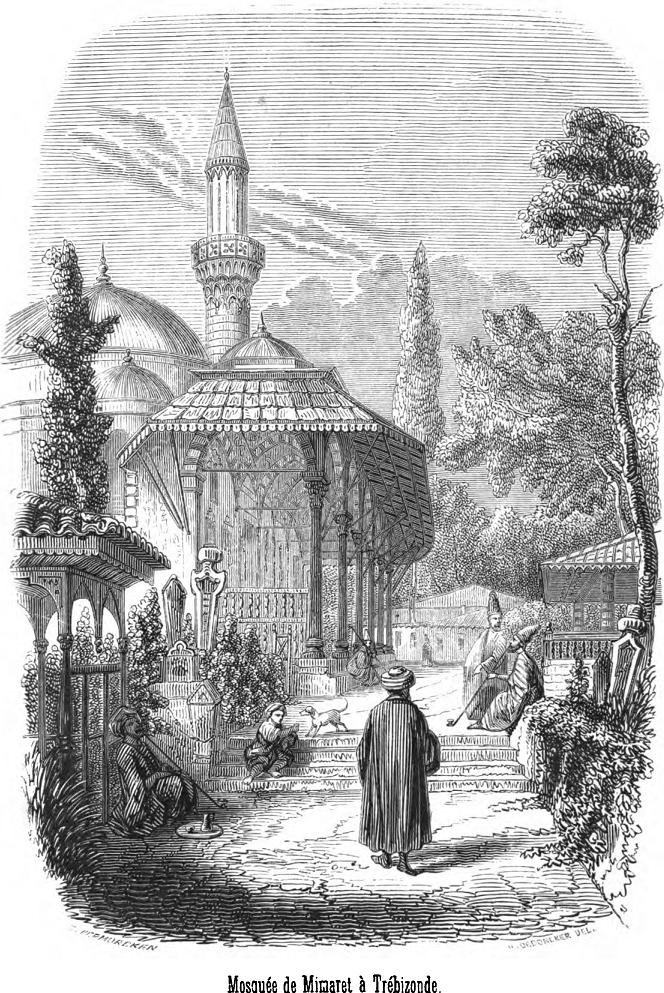
Mosquée de Mimaret, Trébizonde (L'Illustration, no 331, 1849).

### Fabrique de céramique
Adalbert de Beaumont crée en 1863 une fabrique de céramique dans le jardin du Palazzo Persico à Boulogne-sur-Seine, sous la raison commerciale de son ami Eugène Victor Collinot. Il présente ses créations dans les expositions du palais de l'Industrie et à l’Exposition universelle de 1867. Collinot développe dans cette petite entreprise un enseignement pratique pour adolescents, un apprentissage aux méthodes pédagogiques modernes.

## Œuvre

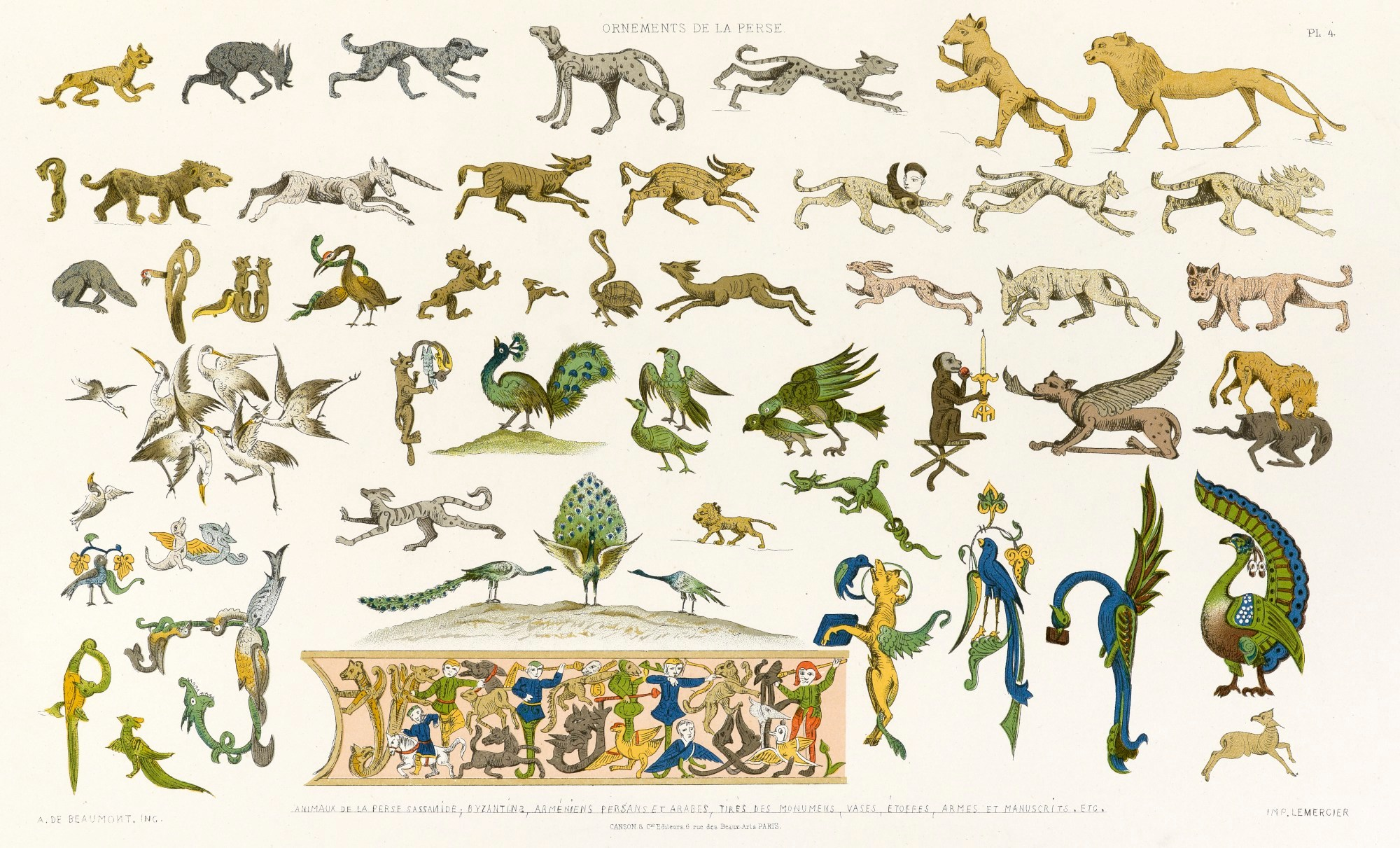
Planche 4 de Collinot et A. de Beaumont, Ornements de la Perse, Paris : Canson et Cie, 1880.

Adalbert de Beaumont publie livres et dessins issus de ses nombreux voyages. Il y témoigne d'un goût original pour l’architecture et la nature. Il montre un intérêt marqué pour l'art industriel, dans le sillage de Léon de Laborde.
Avec la publication en 1861 de planches ornées de motifs japonisants dans son Recueil des dessins pour l’art et l’industrie en collaboration avec Collinot, Adalbert de Beaumont joue un rôle important pour la diffusion du japonisme en France.